# Volver (pel·lícula de 1982)
 Volver és una pel·lícula de l'Argentina filmada en Eastmancolor dirigida per David Lipszyc sobre el guió de Aída Bortnik que es va estrenar el 5 d'agost de 1982 i que va tenir com a actors principals a Héctor Alterio, Graciela Dufau, Rodolfo Ranni i Hugo Arana. Ricardo Wullicher va col·laborar amb la supervisió del film.
Durant l'estrena de la pel·lícula es va suscitar una polèmica entre la guionista Aída Bortnik i el director David Lipszyc quan la primera va fer un comunicat dient que les modificacions que havia introduït el director "podria redundar en incoherències argumentals". Lipszyc va contestar que la libretista, en cas d'estar disconforme amb el resultat final, tenia per contracte el dret a retirar el seu nom dels crèdits, cosa que no va fer.

## Argument
Ambientada en els anys de govern militar. El funcionari argentí d'una empresa multinacional torna al seu país per a tancar la sucursal local i troba a la seva ex-xicota i al seu millor amic.

## Repartiment
- Héctor Alterio …Alfredo "Tano" Castelli
- Graciela Dufau …Beatriz
- Rodolfo Ranni …Chino
- Hugo Arana …Angel Ragucci
- Aldo Barbero …José
- Héctor Pellegrini …Lezcano
- María Rosa Gallo …Laura
- Aldo Braga …Daneri
- Raúl Serrano
- Vicky Olivares
- Isaac Jaimovici …Fisler
- Augusto Kretschmar
- Boris Rubaja
- Manuel Callau …Pablo Rivas
- Guillermo Battaglia …El mag (eliminat del tall final)
- Jorge Varas …Actor obra de teatre (no acreditat)
- Manuel Bello
- Ricardo Díaz
- Jorge Safatle
- Norberto Pagani
- Aldo Mayo
- María Fournery
- Vanina Andrés
- Chela Villanueva
- Ana Nisenson
- Alberto Cordella
- Fernando Cubero …Fotògraf hotel (no acreditat)
- Claudio Daniel Minghetti …Periodista hotel (no acreditat)
- Ricardo Wullicher …Barman (no acreditat)

## Premis i nominacions
Va ser seleccionada al Festival Internacional de Cinema de Chicago de 1983 per a competir pel premi a la millor pel·lícula.
Al Festival Internacional de Cinema de l'Havana de 1982 Graciela Dufau per la seva interpretació en aquest film va ser guardonada amb el premi a la millor actriu mentre David Lipszyc va guanyar el Premi Caracol.

## Comentaris
Carlos Arcidiácono a La Prensa va escriure:
| « | «La pel·lícula s'interna en un pou de lamentacions i retrets, quan remuntar-se a una claredat polèmica.» | » |

La Nación va opinar:
| « | «Aquesta tumultuosa aglomeració obliga a l'esquematisme, condueix al discursiu, al superficial i acaba, com un bumerang conspirant contra la veracitat buscada.» | » |

Carlos Morelli a Clarín va dir:
| « | «Resulta un film d'actor, és a dir, d'Héctor Alterio.» | » |

Manrupe i Portela escriuen:
| « | «…una de les primeres pel·lícules a parlar de la problemàtica de l'exili. Un film característic dins del cinema de transició a la democràcia amb els encerts i errors del cas: obertura temàtica i discursivitat.» | » |